# Dalaca
Dalaca är ett släkte av fjärilar. Dalaca ingår i familjen rotfjärilar.

## Dottertaxa tillDalaca, i alfabetisk ordning[1]
- Dalaca chiliensis
- Dalaca chiriquensis
- Dalaca cocama
- Dalaca cuprifera
- Dalaca dimidiatus
- Dalaca fuscus
- Dalaca guarani
- Dalaca hemileuca
- Dalaca indicata
- Dalaca katharinae
- Dalaca laminata
- Dalaca lucicola
- Dalaca manoa
- Dalaca marmorata
- Dalaca michaelis
- Dalaca monticola
- Dalaca mummia
- Dalaca nannophyes
- Dalaca niepelti
- Dalaca nigricornis
- Dalaca noctuides
- Dalaca obliquestrigata
- Dalaca pallens
- Dalaca parviguttata
- Dalaca patriciae
- Dalaca perkeo
- Dalaca postvariabilis
- Dalaca quadricornis
- Dalaca stigmatica
- Dalaca subfervens
- Dalaca tapuja
- Dalaca usaque
- Dalaca variabilis
- Dalaca vibicata
- Dalaca violacea